# Kungsvägen, Finland

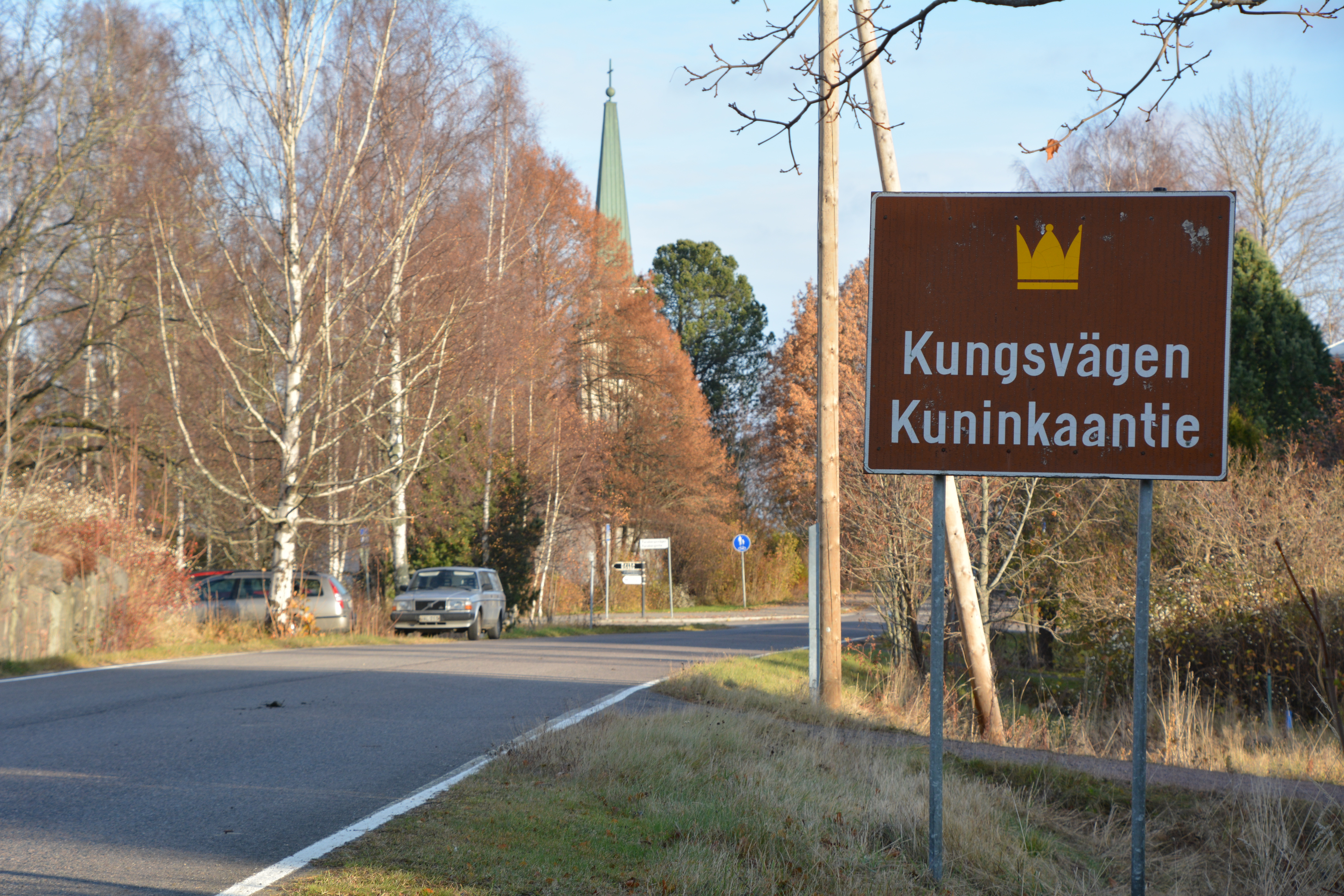
Kungsvägen förbi Degerby kyrka

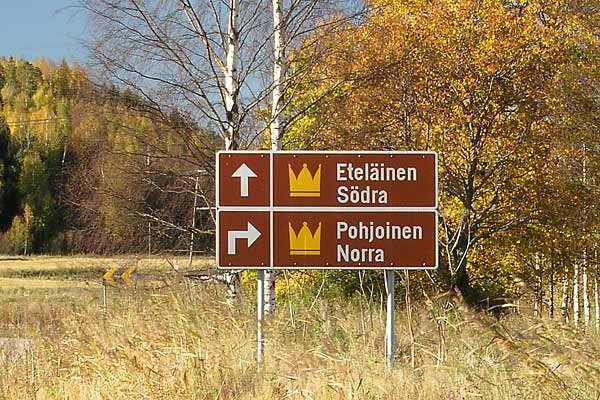
Turistvägskylt där Kungsvägen delar sig i en nordlig och sydlig rutt

Kungsvägen eller Stora Strandvägen (finska: Kuninkaantie eller Suuri Rantatie) kallas en vägsträcka som sträcker sig genom södra Finland, från Åbo till Viborg. Den utgör en sektion av en historisk vägsträcka, postrutten från Bergen över Oslo, Karlstad, Örebro, Stockholm till Åland och vidare genom södra Finland via Åbo, Helsingfors och Viborg fram till S:t Petersburg. I den moderna finska turistmarknadsföringen börjar vägen i Åbo.
Museiverket har klassificerat vägen som en byggt kulturmiljö av riksintresse.

## Historia
Stora Strandvägen är vid sidan av Tavastlands oxväg den viktigaste historiska landsvägsförbindelsen i Finland. Stora Strandvägen byggdes för att få till stånd en förbindelse mellan Åbo och Viborg. De bäst bevarade vägavsnitten ger en god bild av den medeltida vägens sträckning genom södra Finlands kustområden. En stor del av vägen, som går längs kusten och förbi medeltida kyrkor, herrgårdar, hamnplatser och fornborgar, är alltjämt i bruk.
Vägen är dokumenterad sedan 1300-talet, och knöt samman det svenska rikets östra och västra delar. På många ställen finns den ursprungliga vägsträckan kvar, på andra ställen har den försvunnit. Längs med vägen uppstod krogar och gästgiverier som inhyste dem som reste längs med Stora strandvägen.

### Egentliga Finland
Stora Strandvägen sträckte sig ursprungligen från Åbo slott till Stortorget intill Åbo domkyrka, där den bytte namn till Fägatan och fortsatte mot Nyland. En välbevarad del av vägen finns vid Tuorla gård i S:t Karins. Vid Rungo gästgiveri tar vägen en sväng mot Pikis kyrka och fortsätter sedan nordost mot Makarla by. I Pemar passerar vägen genom Kampparla bybacke och förbi fornborgen Nakolinna innan den når Sankt Mikaels kyrka. Från Trömperi gästgiveri fortsätter vägen vidare mot Halikko- och Uskeladalen och når den medeltida kyrkan i Halikko, där den gamla bron är museimärkt av Vägförvaltningen. I Salo går vägen genom Uskela kyrkogård och svänger söderut längs Bjärnå å.

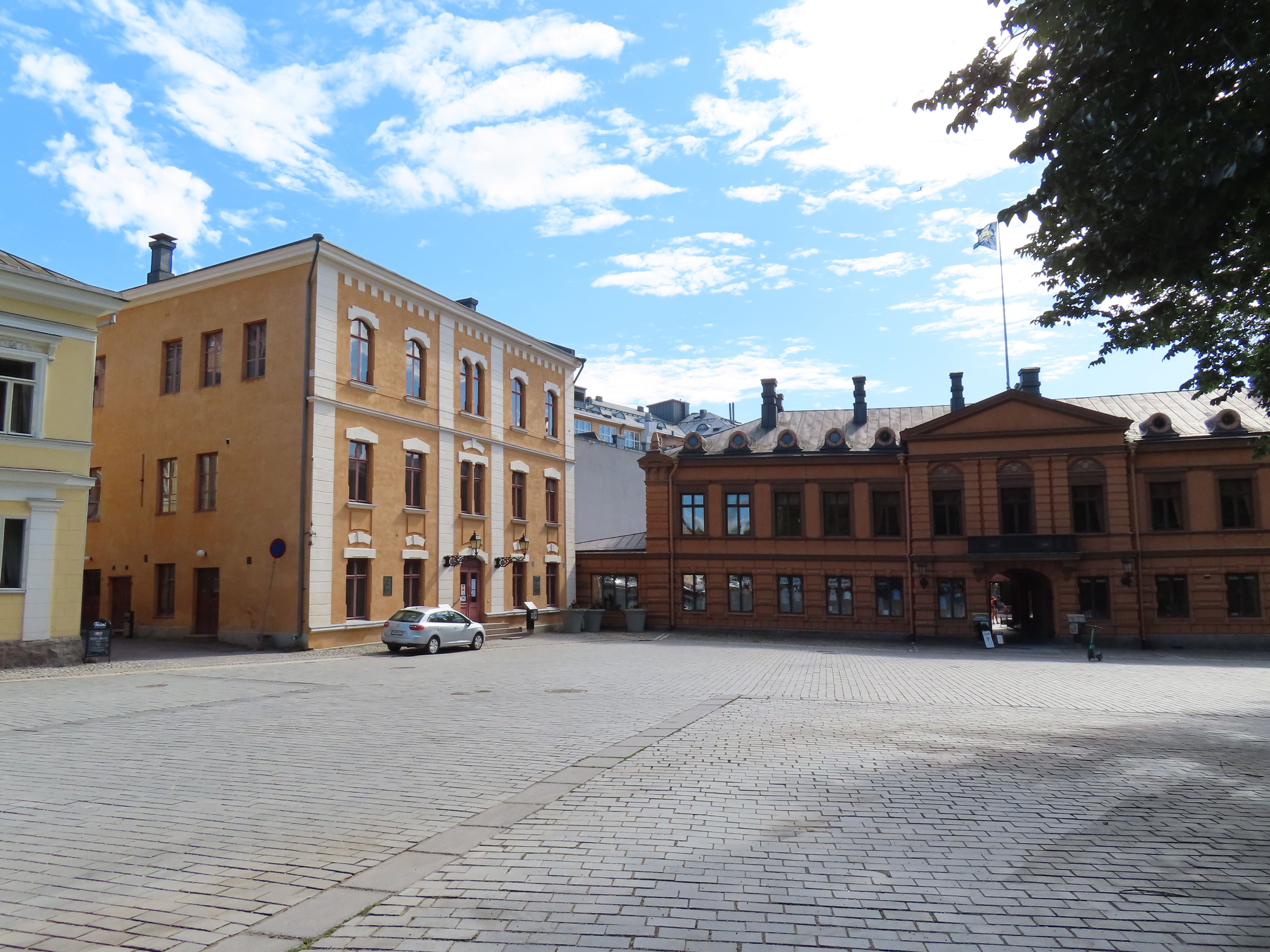
Gamla Stortorget i Åbo
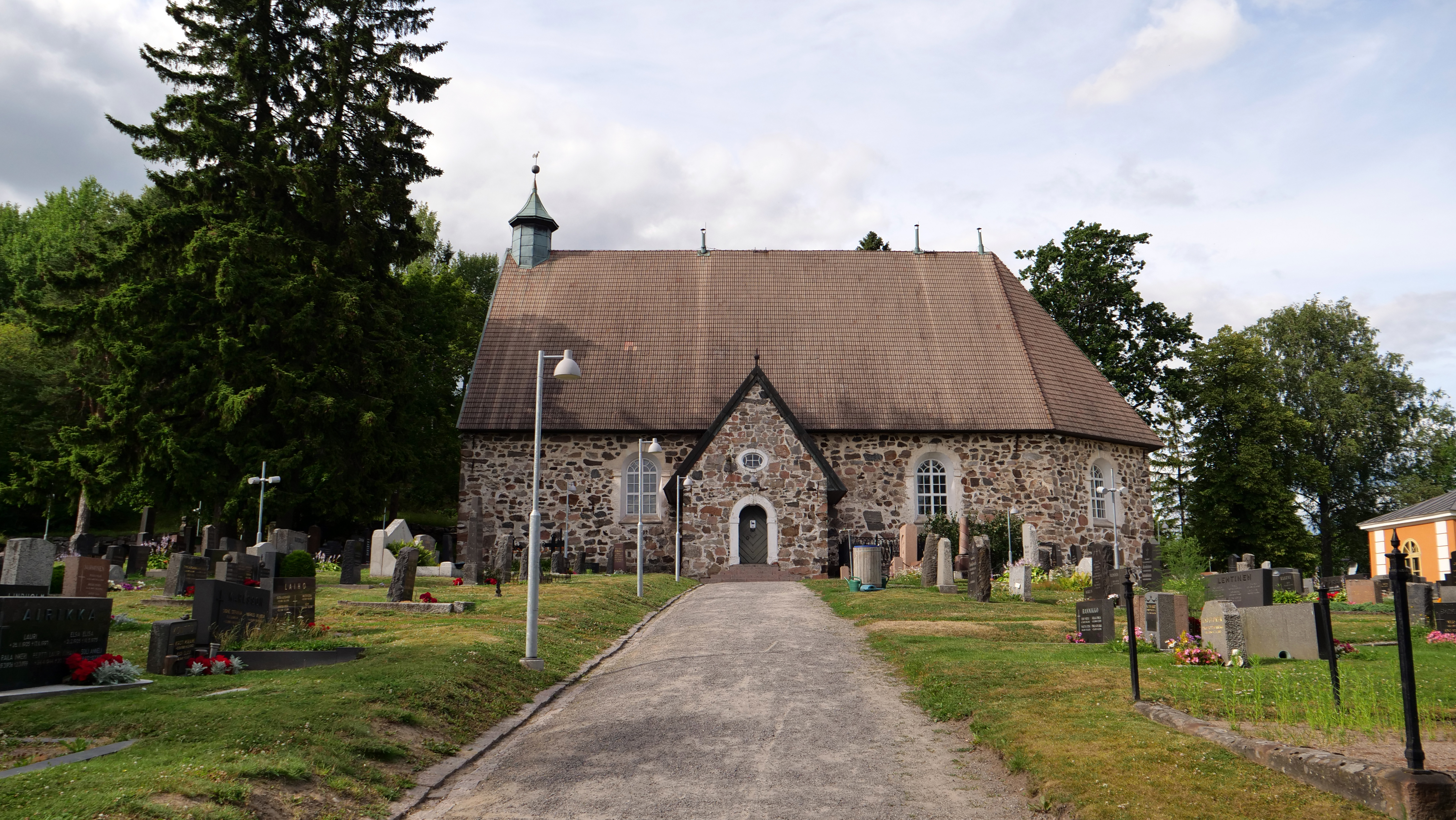
Pikis kyrka
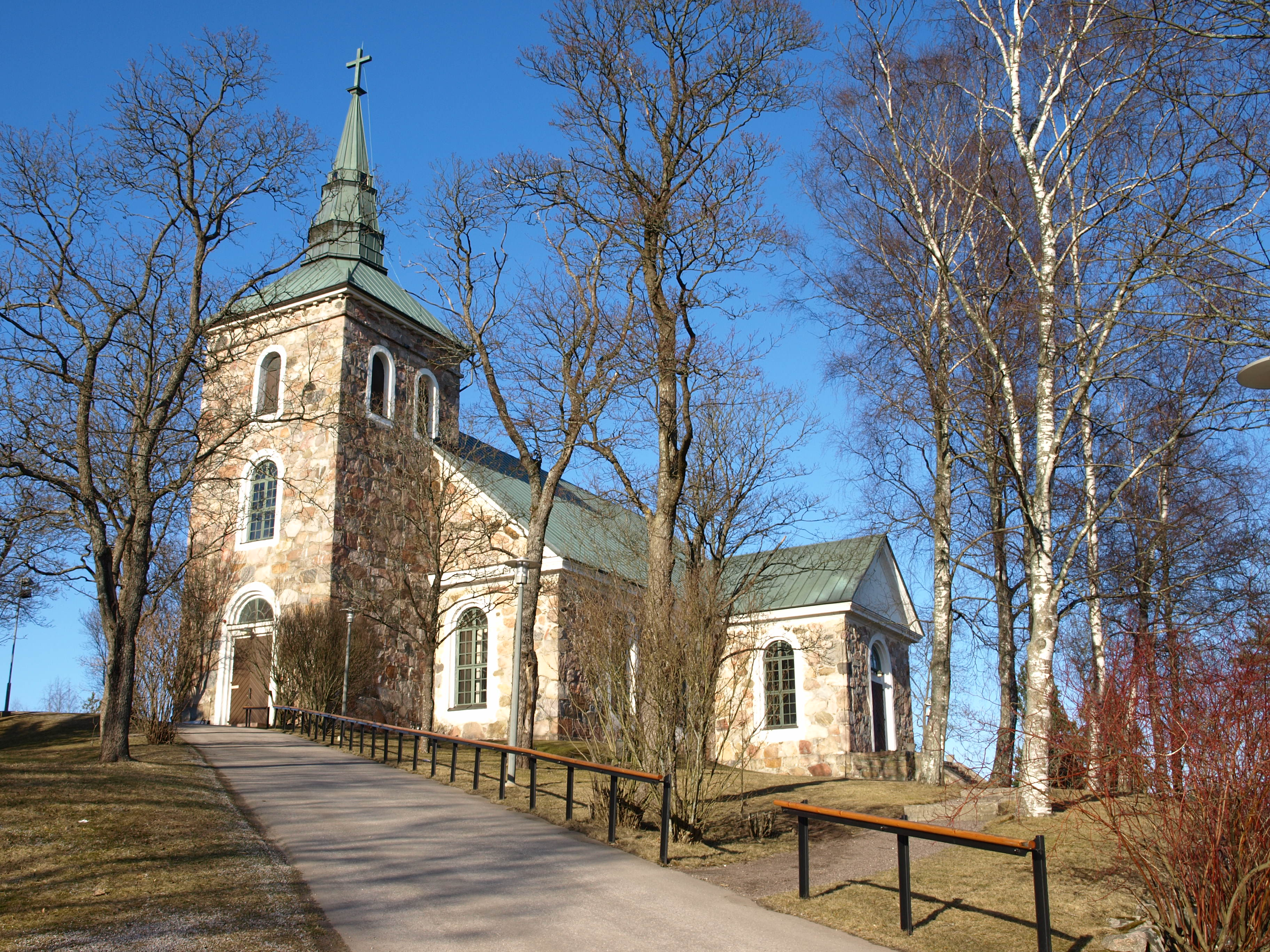
Uskela kyrka i Salo

### Nyland
Stora Strandvägen går förbi den medeltida kyrkan i Tenala och fortsätter mot Pojo kyrka, där den når kusten och ansluter till Billnäs bruksväg. I Karis delar sig vägen i Övre och Nedre Strandvägen, som sedan möts i Sunnanvik i Sjundeå. Den norra vägen, Övre landsvägen, följer Lojoåsen mot Sjundeås ådal, medan Nedre landsvägen leder mot Raseborg och fortsätter genom Raseborgsån dalgång i Ingå. Fagerviksvägen är markerad som kulturväg av Vägförvaltningen. Där vägarna åter möts fortsätter vägen mot Pickala i Sjundeå, åter vid havet, och sedan vidare förbi Kyrkslätt, Esbo och Vanda, där den passerar flera medeltida kyrkor. Vid Esbo gårds marker korsar vägen Mankån över Sågbro, en museimärkt välvd stenbro från 1770-talet. Vägen löper sedan vidare genom kulturlandskap som omfattar Träskända gård, Tavastkulla gård i Vanda, Vanda ådal, Backas och Helsinge sockens kyrkby.

I Sibbo passerar Stora Strandvägen Myras gästgiveriplats på väg till Sibbo gamla kyrka. Vid gränsen till Borgå finns det ett flyttblock och gränsstenen kallad Götstenen intill vägen. I Borgå går vägen bland annat förbi det gamla gästgiveriet i Norrveckoski och vidare upp till den medeltida Borgå domkyrkan. Från kyrktorget fortsätter vägen via Stadshagen till Postbacken och sträcker sig välbevarad genom skogsområdet vid gränsen mellan Borgå och Pernå. I Pernå löper vägen genom jordbruksområdet i Gammelby och ansluter till byvägen vid Forsby bruk. Efter Pernås medeltida kyrka går vägen vidare mot Degerby, dagens Lovisa stad, där bastionerna Rosen och Ungern byggdes i stadsdelen Garnisonen för att försvara vägen. I Tessjödalen i Strömfors passerar Stora Strandvägen genom Holmgård på en ö i Tessjöån; Holmgård har tidigare använts som posthus. Den västra stenvalvsbron finns kvar, och sandvägen mellan Holmgård och Kvarnby slingrar sig genom ett landskap markerat med röda stenar. Vid Lillabborfors har vägen korsat Kymmene älv via Kirmusaari, där kraftverkets damm har höjt vattennivån så att delar av vägen nu ligger under vatten. Idag kan man korsa Kymmene älv via den museimärkta Savukoski bron i armerad betong, avsedd endast för lätt trafik.

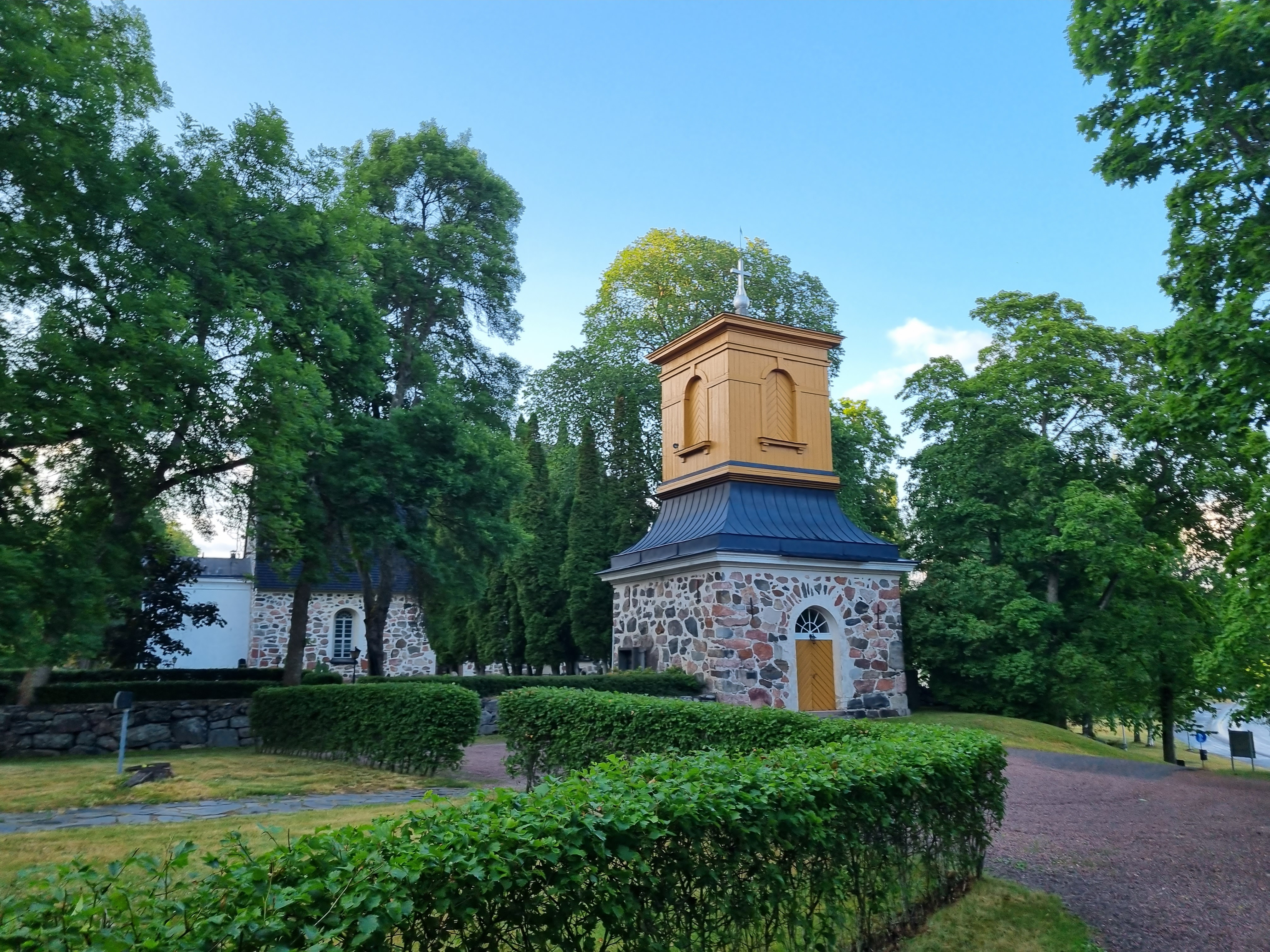
Pojo kyrka
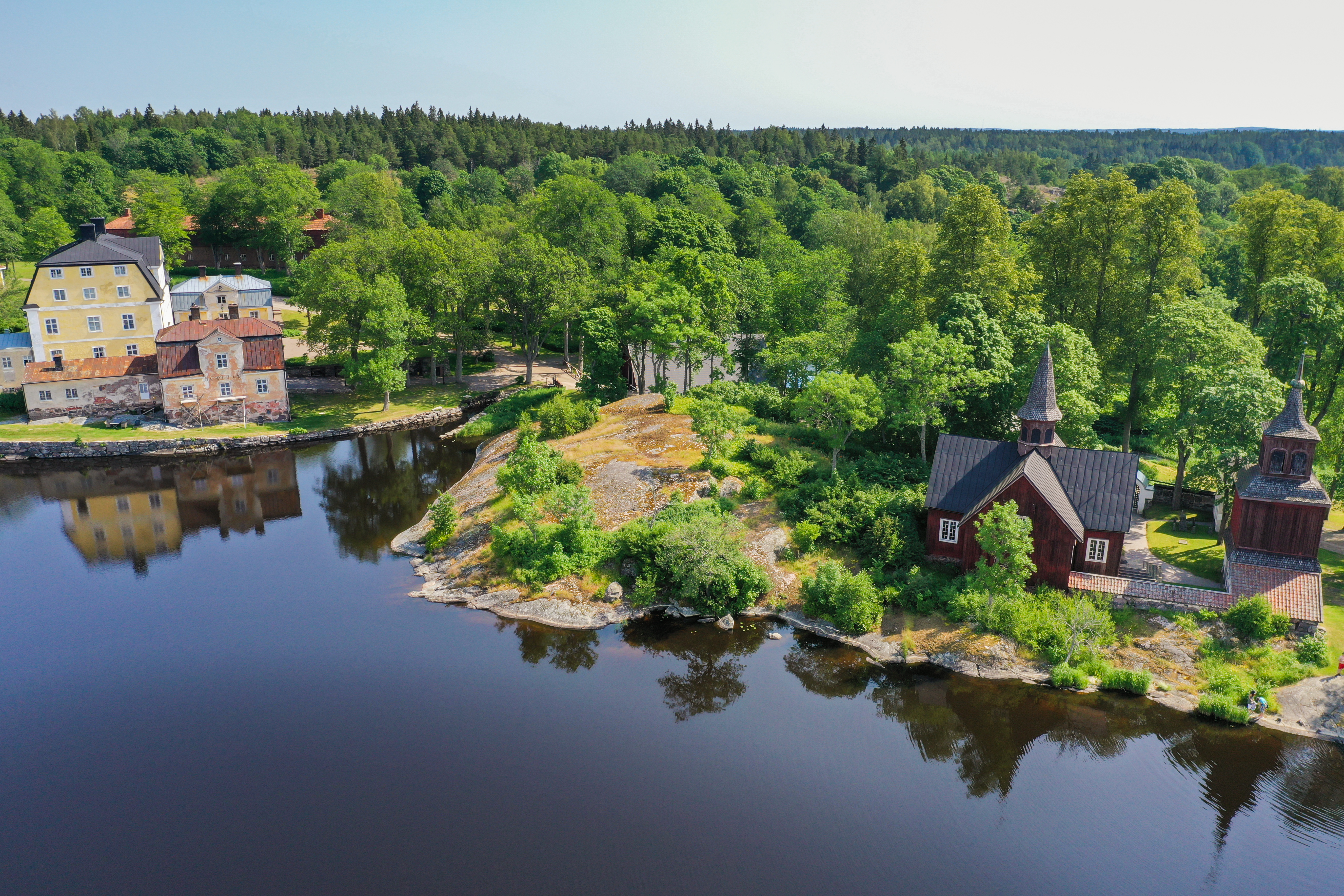
Fagerviks bruk
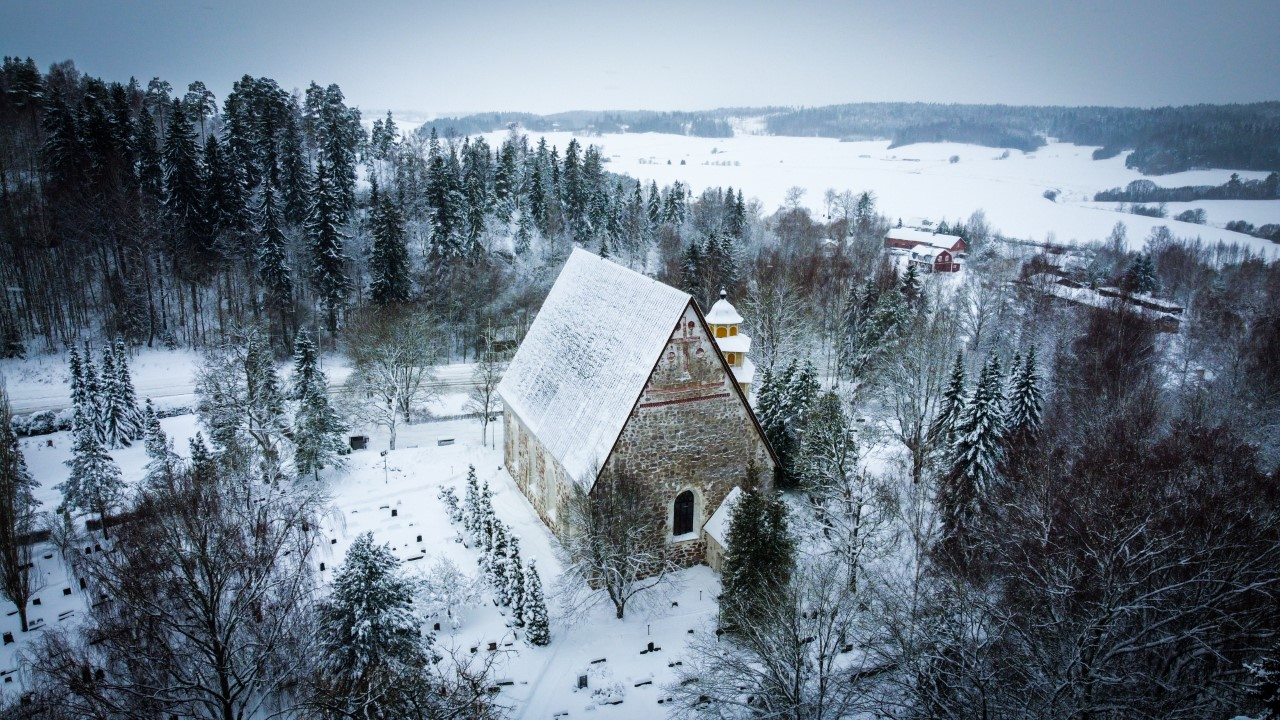
Sjundeå kyrka
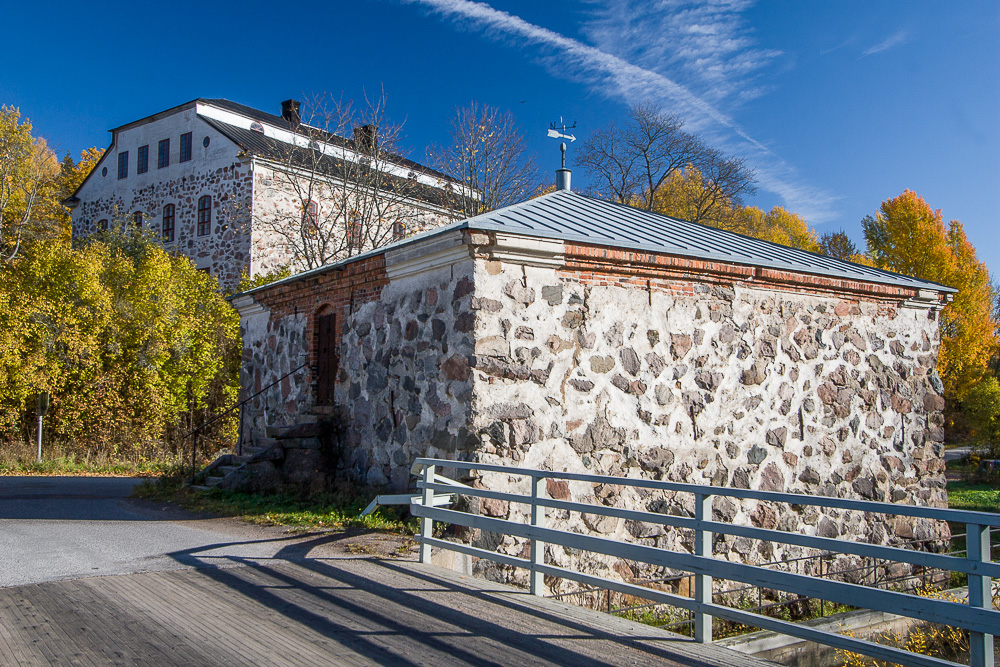
Sjundby slott
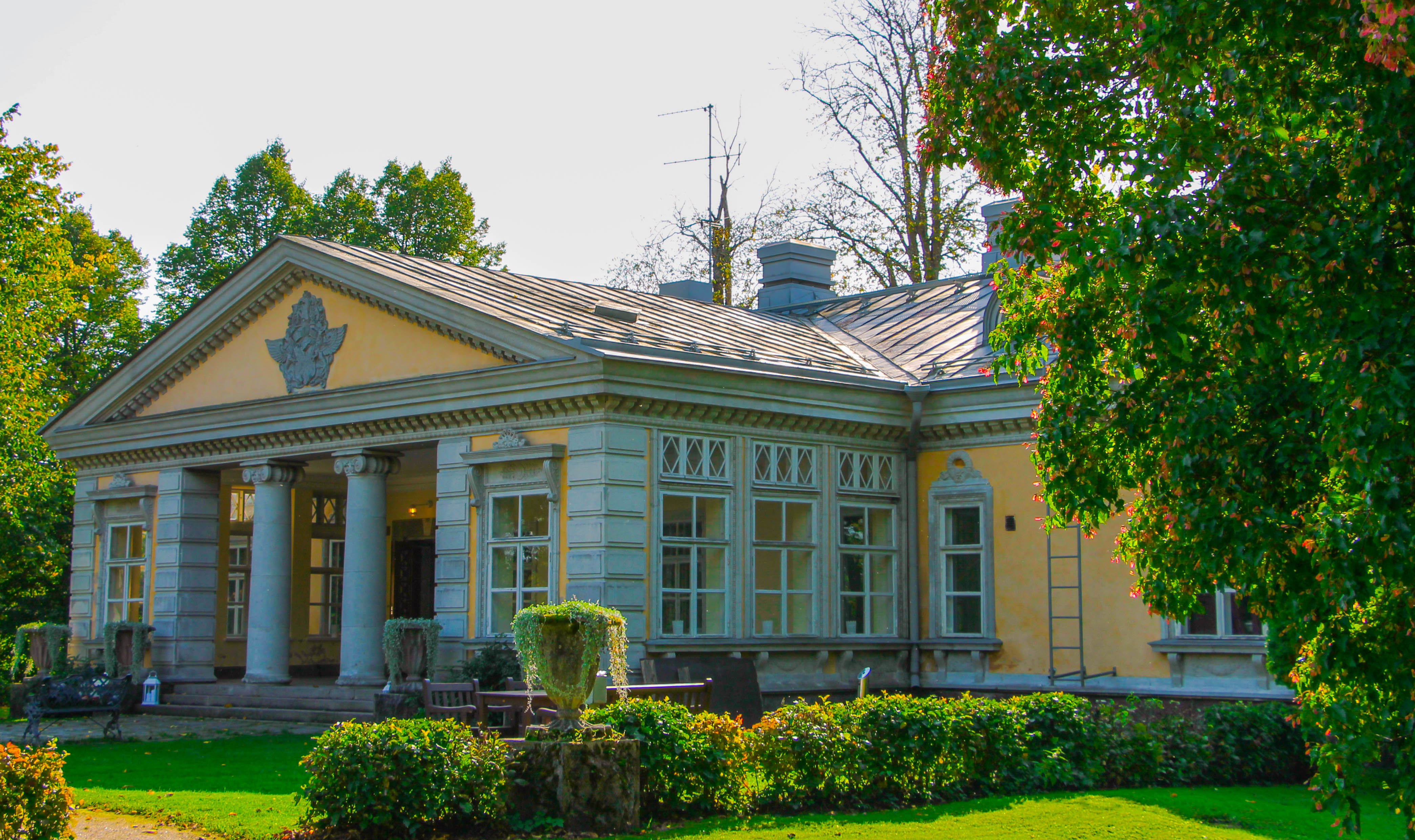
Esbo gård
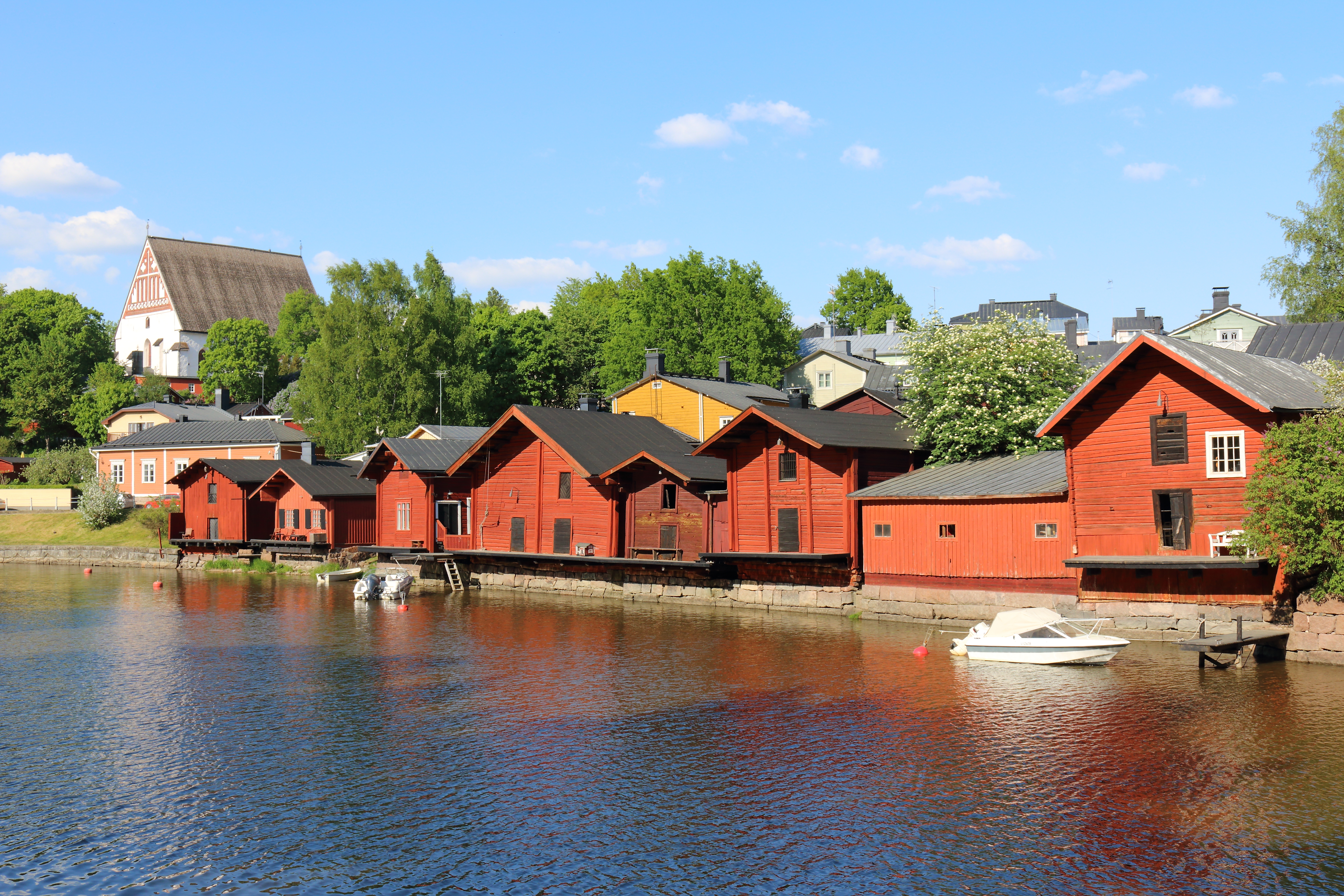
Borgå gamla stan

### Kymmenedalen
Där Stora Strandvägen möter Kymmene älvs förgrening i Pyttis ligger Pyttis medeltida kyrka. Efter kyrkan fortsätter vägen som en oasfalterad sträcka genom skog och följer bäckarna i Västerby och Broby innan den drar österut. Vid Kymmeneborg i Kotka fick vägen sitt nuvarande utseende genom befästningsarbeten från perioden 1790–1810. Vägen löper vidare mot nordost, genom Högfors och via Saksala by i Nummenjoki längs Kymmene älv mot byn Neuvoton i Fredrikshamn. Den äldre vägen avviker från den nya vid Summa gård och övergår till en sandväg på cirka 1,5 kilometer. Salmenvirta bro i Fredrikshamn, en tvåspannad stenbro, är museimärkt av Vägförvaltningen. I den befästa staden går vägen från Villmanstrandsporten till Viborgsporten. Det 25 kilometer långa avsnittet mellan Tallimäki i Fredrikshamn och Virojoki å i Vederlax är också museimärkt, och vägens sträckning med backar och kurvor följer fortfarande linjen på 1700-talskartor. Vid Ravijoki korsar vägen Salpalinjen, befästningskedjan från 1940–1944, och passerar stenbrotten i Pyterlax.

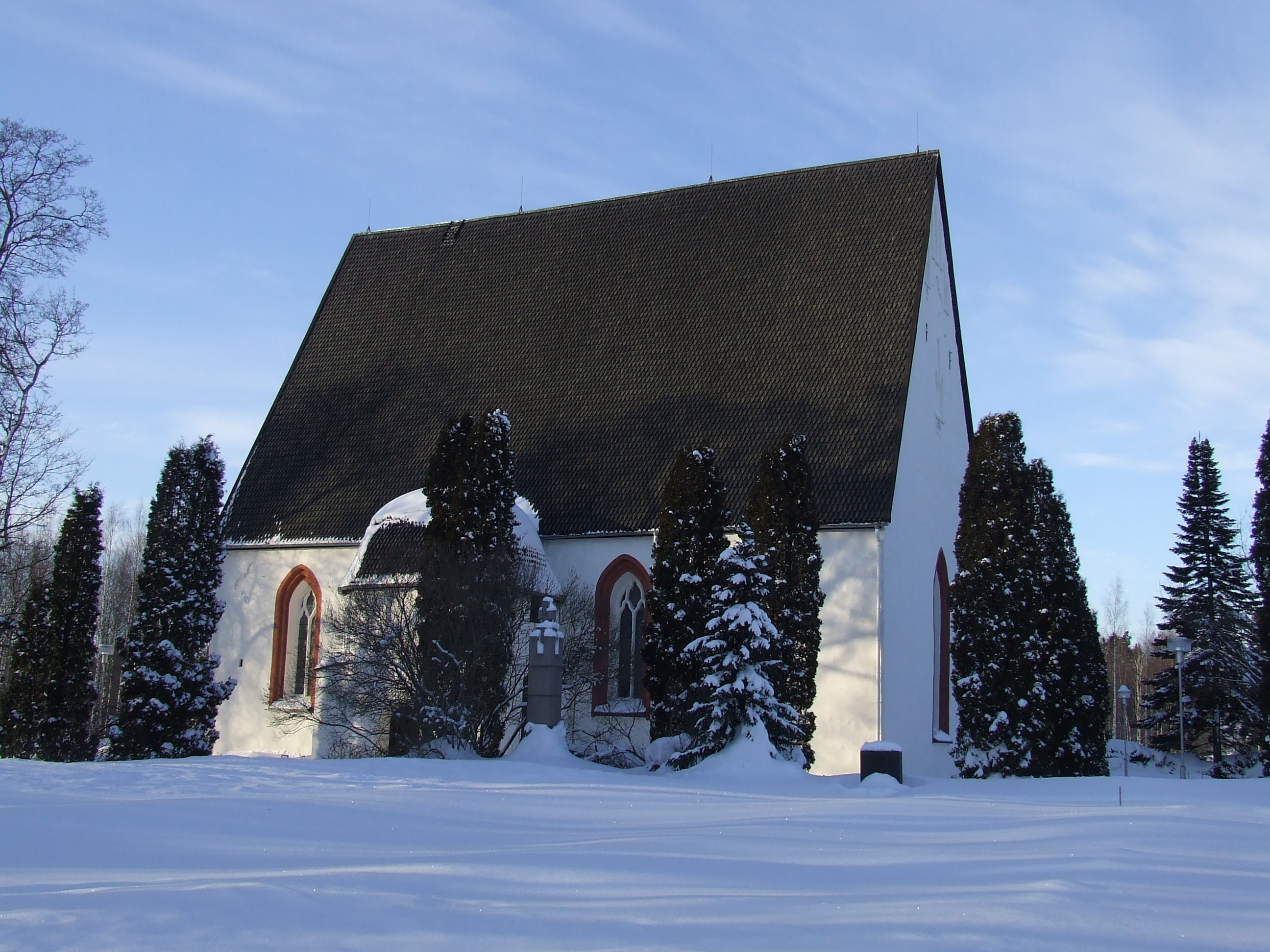
Pyttis kyrka
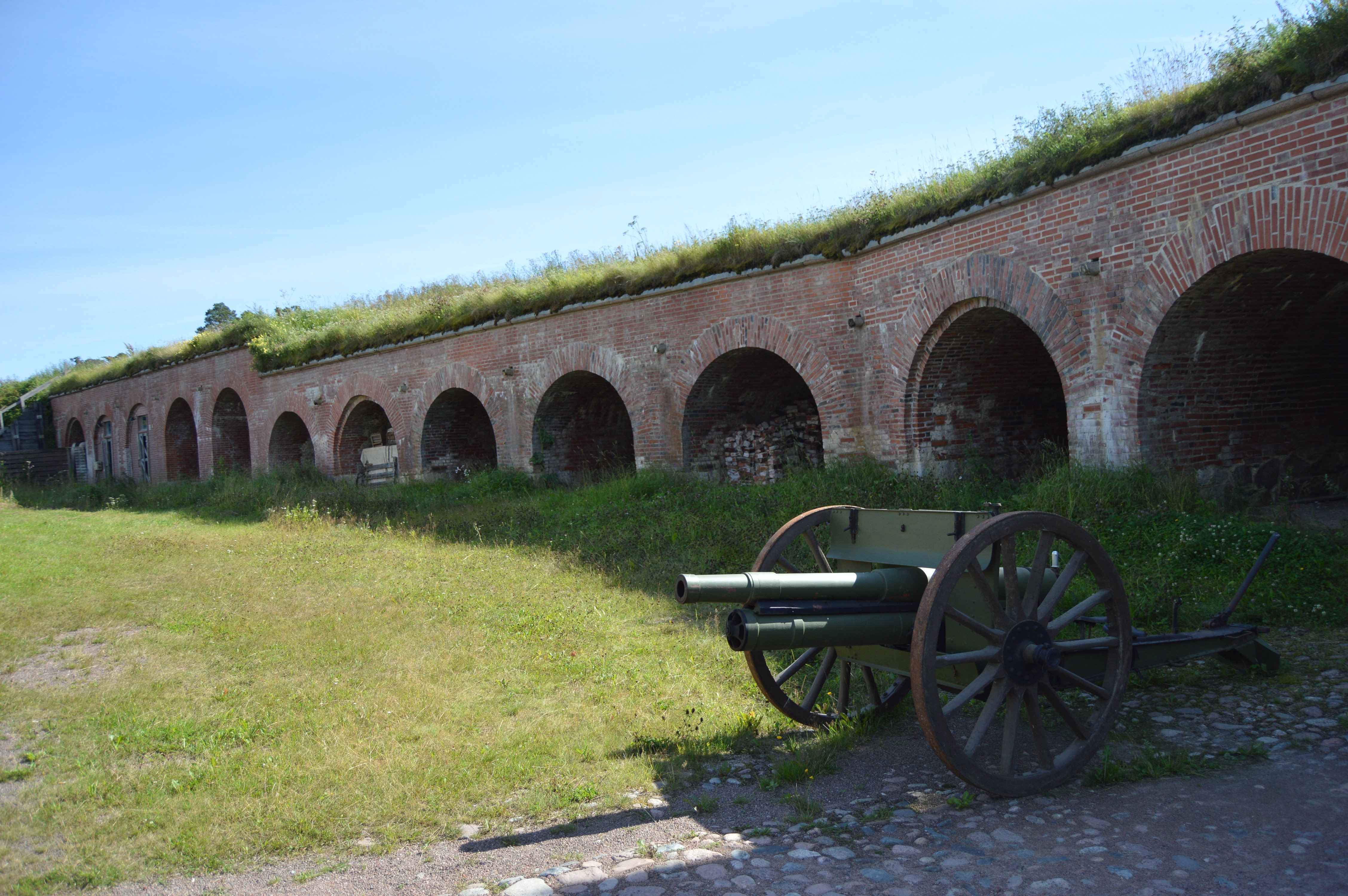
Kymmeneborg
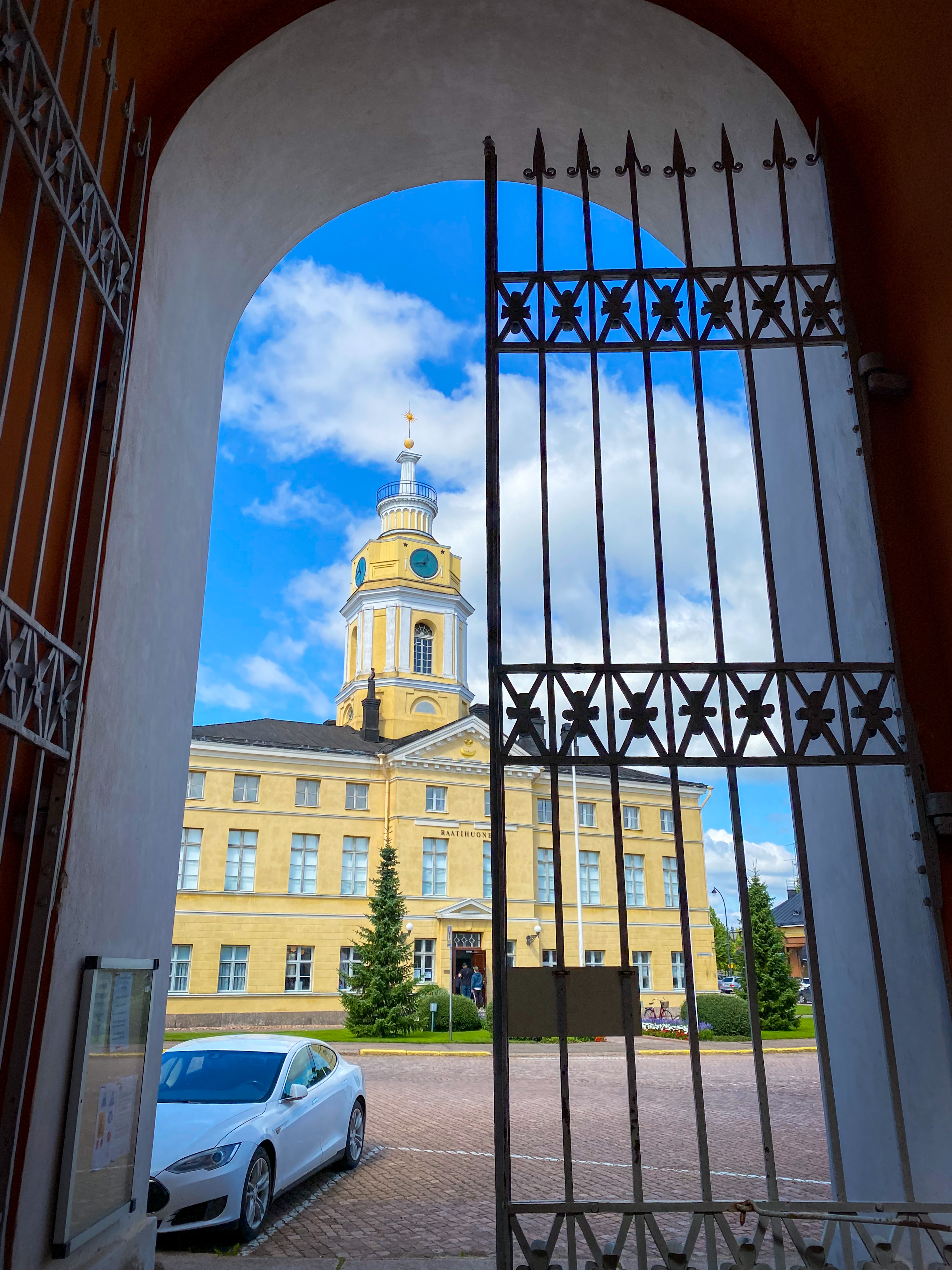
Fredrikshamn

## Turism
Kungsvägen är ett registrerat varumärke som turistväg, som ägs av Nylands förbund. Vägen är markerad med bruna vägskyltar med en bild av en gul krona och oftast texten "Kungsvägen/Kuninkaantie" längs hela rutten från Åbo till Vederlax. Hösten 2016 beslutade förbundet att ta bort alla skyltar av kostnadsskäl. Föreningen Kungsvägen har börjat jobba att återställa skyltarna.
Längs med Kungsvägen återfinns medeltida kyrkor, herrgårdar, bruksorter, hamnstäder, byar och andra sevärdheter som minner om vägens rika historia.

## Kommuner
- Åbo
- S:t Karins
- Pemar
- Salo
- Raseborg
- Lojo
- Ingå
- Sjundeå
- Kyrkslätt
- Esbo
- Vanda
- Sibbo
- Borgå
- Lovisa
- Pyttis
- Kotka
- Fredrikshamn
- Vederlax